# Apple SOS
Apple SOS war das Betriebssystem des 1980 von Apple Computer auf den Markt gebrachten Apple III und somit Nachfolger des dem Apple II laufenden Apple DOS. Es war für professionelle Anwender konzipiert.
Die Abkürzung SOS bezieht sich auf den internen Arbeitstitel des Projekts Apple III, „Sara“, nach der  Tochter des Chef-Entwicklers Wendell Sander. Zur Markteinführung wurde SOS dann offiziell als Backronym von Sophisticated Operating System („Hochentwickeltes Betriebssystem“) umgedeutet. „SOS“ wurde wie ein Wort (sauce) ausgesprochen, nicht wie die Bezeichnung des Notsignals SOS.

## Aufbau

Blockdiagramm

SOS wurde mit den Apple III System Utilities bedient, die aus der Device Handling Commands Section, der File Handling Commands Section und dem System Configuration Program (SCP) bestanden. Eine Neuerung von SOS waren Gerätetreiber, mit denen neben 5¼-Zoll-Disketten auch Festplatten und RAM-Disks verwendet werden konnten.
Eine Programmdiskette bestand aus einem Kernel SOS.kernel, einem Interpreter SOS.Interp, was ein Interpreter (BASIC, Pascal oder COBOL) oder die Anwendung selbst sein konnte, sowie einem Satz Treiber SOS.Driver.

## Bedeutung
SOS war für seine Zeit äußerst fortschrittlich: Es bot zum Beispiel eine sehr flexible Konfiguration sowie ein hierarchisches Dateisystem und beeinflusste somit auch spätere Produkte von Apple. So entstand das HFS des späteren Macintosh aus dem SOS-Dateisystem. Das Design des Betriebssystems selbst hatte auch Auswirkungen auf dessen Nachfolger Apple ProDOS.
Trotz aller Vorteile war die Kombination aus Apple III und SOS kein Erfolg: So gut wie alle damaligen Programme liefen unter Apple DOS 3.2 oder 3.3 und wurden von SOS nicht nativ unterstützt; Apple-DOS-Programme konnten nur ausgeführt werden, wenn der Apple III auch mit Apple DOS gebootet wurde. Viele Anwender kamen außerdem mit der hohen Flexibilität und den vielen Fähigkeiten des Systems nicht zurecht. Da der Apple III insgesamt einen schlechten Ruf besaß und teuer war, scheiterte mit ihm auch Apple SOS.